# Meteli.net
Meteli.net är en finländsk webbplats och landets ledande konsertkalender. Tjänsten grundades 2001 av Patrik Lindberg och Marcus Ahlfors och såldes 2012 till medieföretaget Pop Media.
Pop Medias köp av Meteli.net 2012 ledde till en integration med webbplatserna för deras musiktidskrifter Rumba, Inferno och Rytmi, året senare förvärvades ytterligare en musiktidskrift i Soundi.